# HD36485
HD36485 є хімічно пекулярною зорею спектрального класу
B2 й має видиму зоряну величину в смузі V приблизно  6,8.

## Пекулярний хімічний вміст
Зоряна атмосфера HD36485 має підвищений вміст 
He
.

## Магнітне поле
Спектр даної зорі вказує на наявність магнітного поля у її зоряній атмосфері.
Напруженість повздовжної компоненти поля оціненої з аналізу
крил ліній Бальмера
становить 3223,2± 317,9 Гаус.